# Eparchie vladimirská
Eparchie vladimirská je eparchie ruské pravoslavné církve nacházející se v Rusku.

## Území a titul biskupa
Zahrnuje správní hranice území Vladimiru, Radužnyjského, Gus-Chrustalnyjského, Kovrovského, Kameškovského, Sobinského, Sudogdského a Suzdalského rajónu Vladimirské oblasti.
Eparchiálnímu biskupovi náleží titul biskup vladimirský a suzdalský.

## Historie
Christianizace území Rostov-Suzdal zřejmě začala kolem roku 990. V této době se zde prováděli pohřby podle křesťanského obřadu.
Roku 1160 se kníže Andrej Bogoljubskij snažil založit vladimirskou metropoli nezávislou na Kyjevu v čele s Feodorem (Feodorcem). Konstantinopolský patriarcha Loukas Chrysoberges tento návrh odmítl.
K vytvoření vladimirské eparchie došlo roku 1214 za vlády Jurije II. oddělením od rostovské eparchie. Zpočátku biskupům náležel titul biskup suzdalský a vladimirský. Prvním biskupem se stal igumen Simon.
Eparchie je součástí vladimirské metropole.

## Přehled jmen eparchie
- vladimirská a suzdalská (od 1214)
- suzdalská, vladimirská a pereslavl-zaleská (od 1228)
- vladimirská, suzdalská a nižegorodská (od 1273)
- suzdalská (od 1330)
- suzdalská, brjanská a taruská (od 1347)
- suzdalská, nižegorodská a goroděcká (od 1374)
- suzdalská a taruská (od 1394)
- suzdalská, kalužská a taruská (od 1465)
- suzdalská a jurjevská (1667-1744)
- vladimirská a arzamaská (od 1744)
- vladimirská a jaropolská (občas suzdalská) (od 1748)
- vladimirská a muromská (občas suzdalská) (od 1764)
- suzdalská a vladimirská (od 1788)
- vladimirská a suzdalská (od 1798)
- vladimirská a šujská (od 1916)
- vladimirská a suzdalská (od 1923)
- vladimirská (od 2013)

## Seznam biskupů

### Eparchie vladimirská a suzdalská
- 1214–1226 Simon, svatořečený
- 1227–1238 Mitrofan, ve středověku uctíván jako světec

### Eparchie suzdalská, vladimirská a pereslavl-zaleská
- 1238–1240 Kirill, dočasný administrátor, svatořečený
- Jevfrosin I. (zmíněn roku 1240)
- 1250–1274 Kirill II.

### Eparchie vladimirská, suzdalská a nižegorodská
- 1274–1275 Serapion Pečerský, do 19. století uctíván jako světec
- 1276–1286 Feodor, svatořečený
- 1288–1295 Iakov
- 1295–1300 Simeon
- 1300–1305 Maxim, svatořečený
- 1308–1325 Petr, svatořečený

### Eparchie suzdalská
- 1330–1347 Daniil
- 1340–1347 Ioann, svatořečený
- 1347–1351 Nafanail
- 1350–1351 Daniil, podruhé
- 1351–1363 Ioann, podruhé
- 1363–1365 Alexij, svatořečený
- 1365–1366 Ioann, potřetí
- 1366–1373 Alexij, podruhé

### Eparchie suzdalská, nižegorodská a goroděcká
- 1374–1385 Dionisij, svatořečený
- 1389–1406 Jevfrosin

### Eparchie suzdalská a taruská
- 1406–1427 Mitrofan
- 1427–1431 Grigorij I.
- 1431–1452 Avraamij
- 1452–1464 Filip I., svatořečený
- 1464–1484 Evfimij
- 1484–1508 Nifont
- 1509–1515 Simeon (Stremouchov-Bezborodyj)
- 1517–1531 Gennadij (Bogojavlenskij)
- 1539–1543 Ferapont
- 1544–1548 Iona (Sobina)
- 1549–1551 Trifon (Stupišin)
- 1551–1564 Afanasij (Paleckij)
- 1564–1567 Jelevferij
- 1567–1570 Pafnutij
- 1570–1571 Savvatij, dočasný administrátor
- 1571–1571 Grigorij II.
- 1571–1586 Varlaamy svatořečený
- 1587–1594 Iov
- 1594–1609 Galaktion
- 1613–1615 Gerasim
- 1615–1626 Arsenios Elassonos, svatořečený
- 1626–1634 Iosif (Kurcevič)
- 1634–1653 Serapion
- 1654–1654 Sofronij
- 1655–1656 Iosif
- 1656–1658 Filaret
- 1658–1661 Stefan

### Eparchie suzdalská a jurjevská
- 1666–1679 Stefan, podruhé
- 1680–1681 Markell
- 1681–1681 Pavel (Moravskij)
- 1681–1705 Ilarion (Ananěv), svatořečený
- 1708–1712 Efrem (Jankovič)
- 1712–1719 Ignatij (Smola)
- 1719–1723 Varlaam (Lenickij)
- 1725–1731 Ioakim
- 1731–1735 Gavriil (Russkoj)
- 1735–1737 Athanasios (Paisios-Kondoidi)
- 1737–1739 Veniamin (Falkovskij), jmenován, nepřevzal eparchii
- 1739–1747 Simon (Tichomirov)
- 1748–1755 Porfirij (Krajskij)
- 1755–1760 Silvestr (Glovatskij)
- 1760–1775 Gennadij (Dranicyn)
- 1775–1786 Tichon (Jakubovskij)

### Eparchie vladimirská a jaropolská
- 1748–1757 Platon (Petrunkevič)
- 1757–1762 Anton (Bagrationi)

### Eparchie vladimirská a muromská
- 1763–1770 Pavel (Grebněvskij)
- 1770–1783 Ieronim (Farmakovskij)
- 1783–1788 Viktor (Onisimov)

### Eparchie suzdalská a vladimirská
- 1788–1799 Viktor (Onisimov)

### Eparchie vladimirská a suzdalská
- 1799–1800 Viktor (Onisimov)
- 1800–1821 Xenofont (Trojepolskij)
- 1821–1850 Parfenij (Čertkov)
- 1850–1863 Iustin (Michajlov)
- 1863–1866 Feofan (Govorov), svatořečený
- 1866–1878 Antonij (Pavlinskij)
- 1878–1892 Feognost (Ljebeděv)
- 1892–1904 Sergij (Spasskij)
- 1904–1906 Nikon (Sofijskij)
- 1906–1914 Nikolaj (Nalimov)

### Eparchie vladimirská a šujská
- 1914–1917 Alexij (Dorodnicyn)
- 1917–1917 Jevgenij (Mercalov), dočasný administrátor
- 1917–1922 Sergij (Stragorodskij)

### Eparchie vladimirská
- 1922–1923 Kornilij (Sobolev), také jeden měsíc roku 1926
- 1923–1925 Nikolaj (Dobronravov), svatořečený mučedník
- 1925–1927 Damian (Voskresenskij), dočasný administrátor, svatořečený mučedník
- 1927–1927 Nifont (Fomin), dočasný administrátor
- 1928–1928 Makarij (Zvjozdov), dočasný administrátor
- 1928–???? Pavel (Galkovskij), dočasný administrátor
- 1930–1931 Gurij (Stěpanov), dočasný administrátor, svatořečený mučedník
- 1931–1931 Pavel (Borisovskij), dočasný administrátor
- 1932–1935 Innokentij (Leťjajev), místně svatořečený mučedník
- 1935–1936 Sergij (Grišin)
- 1936–1936 Filipp (Gumilevskij)
- 1936–1937 Feodor (Jakovcevskij)
- 1937–1937 Chrisogon (Ivanovskij), dočasný administrátor
- 1937–1938 Alexij (Sergejev)

### Eparchie vladimirská a suzdalská
- 1944–1970 Onisim (Festinatov)
- 1970–1970 Ioann (Vendland), dočasný administrátor
- 1970–1975 Nikolaj (Kutěpov)
- 1975–1980 Vladimir (Kotljarov)
- 1980–1987 Serapion (Fadějev)
- 1987–1990 Valentin (Miščuk)
- 1990–2018 Jevlogij (Smirnov)
- 2018–2024 Tichon (Jemeljanov)
- od 2024 Nikandr (Pilišin)